# ジェフリー・ケリー
ジェフリー・W・ケリー（Jeffery W. Kelly、1960年8月23日 - ）は、アメリカ合衆国の生化学者、有機化学者。スクリプス研究所所属。

## 来歴
ニューヨーク州オーリンズ郡出身。1982年にニューヨーク州立大学を卒業、1986年にノースカロライナ大学チャペルヒル校から化学のPh.D.を取得し、1989年までロックフェラー大学で博士研究員となった。1989年にテキサスA&M大学助教授となり、1997年に教授に就任した。
1990年代に神経変性疾患および心臓トランスサイレチン疾患の分子基盤を解明し、タファミジスを開発した。2003年にはスーザン・リンドキストと共同でFoldRx Pharmaceuticalsというバイオテクノロジー企業を共同設立した。

## 主な受賞歴
- 2016年 ガベイ賞
- 2017年 化学パイオニア賞
- 2022年 生命科学ブレイクスルー賞
- 2023年 ウルフ賞化学部門